# Jovanka und die anderen
Jovanka und die anderen (Originaltitel: Jovanka e le altre) ist ein 1959 entstandenes, international besetztes, italienisch-amerikanisches Filmdrama von Martin Ritt. Die weiblichen Hauptrollen an der Seite von Silvana Manganos Jovanka spielen Jeanne Moreau, Vera Miles, Barbara Bel Geddes und Carla Gravina. Die männlichen Hauptrollen übernahmen die US-Stars Van Heflin (als jugoslawischer Partisanenanführer) und Richard Basehart (als humaner deutscher Gefangener). Der Film basiert auf dem Roman Jovanka e le altre von Ugo Pirro.

## Handlung
Jugoslawien 1943. Das Balkanland ist bereits seit zwei Jahren von der Wehrmacht besetzt. Es haben sich zahlreiche Partisanengruppen gebildet, um die deutschen Eindringlinge zu bekämpfen, wo immer man auf sie stößt. In ihrem Fanatismus gehen die hasserfüllten Jugoslawen sogar gegen ihre eigenen Leute vor, sollten diese, wie sie glauben, mit dem Feind kollaboriert haben. So ergeht es eines Tages auch den fünf titelgebenden Frauen Jovanka, Ljuba, Daniza, Marja und Mira. Sie alle sollen, nolens volens, „Eroberungen“ des deutschen Feldwebels Paul Keller geworden sein, der mit seinen sexuellen Eskapaden gegenüber seinen Kameraden auch noch prahlt. Dies wird ihm schließlich zum Verhängnis, als er kurz darauf von drei jugoslawischen Partisanen erst überfallen und schließlich brutalst kastriert wird. Den Frauen ergeht es nur unwesentlich besser: Da man ihnen vorwirft, mit dem Feind kollaboriert zu haben, werden ihre Köpfe auf Befehl des Partisanenanführers Velko kahlgeschoren – als unübersehbares Zeichen ihrer Schande. Rasch haben die Deutschen die gedemütigten Frauen und ihre Peiniger eingekreist. Man fordert von ihnen, die Partisanen unter den anwesenden Männern zu benennen, doch trotz der jüngst erfahrenen Demütigung bleiben die Frauen stumm und verraten niemanden. Daraufhin werden Jovanka und die anderen von den deutschen Soldaten des Ortes verwiesen, und sie ziehen mit ihren einstigen Peinigern fort und gehen in die Berge.
Die fünf geschorenen Frauen beschließen, um die Chancen für das eigene Überleben zu erhöhen, notgedrungen zusammen zu bleiben. Nachdem sie Essen und Wasser aus einem Bauernhaus gestohlen haben, schlafen sie im Wald, wo Daniza, in einem Akt von Verzweiflung, ihr Handgelenk mit einem Stock aufschlitzt. Während die anderen sie verbinden, macht Daniza den anderen Frauen klar, dass sie nie mit Keller geschlafen und dieser in seiner Angeberei gelogen habe. Als am nächsten Tag auf der Straße ein vorbeifahrender deutscher Lastwagen angegriffen wird, nehmen die Frauen, angeführt von Jovanka, den erschossenen Soldaten ihre Stiefel und Waffen ab. Die folgende Nacht verbringen die fünf Frauen in einer verlassenen Scheune. Dort werden sie von zwei Soldaten der mit den Deutschen kollaborierenden jugoslawischen Heimwehr überrascht. Ehe die beiden Männer die Frauen vergewaltigen können. erschießt Jovanka sie in einem Akt von Notwehr. Am nächsten Tag führt Velko seinen Trupp in die umgebenden Hügel, um die Gegend nach einem deutschen Konvoi abzusuchen. In unmittelbarer Nähe gehen die Frauen in einem Fluss baden. Schockiert müssen sie feststellen, dass die jüngste von ihnen, Mira, schwanger ist. Damit kommt endlich dasjenige Thema, das unausgesprochen von Anbeginn im Raum stand, aufs Tapet: jede von ihnen muss über ihre Verbindung zu Keller sprechen. Dabei werden sehr unterschiedliche Erfahrungen und Einstellungen offenbart: Jovanka weigert sich aufgrund ihrer humanistischen Grundeinstellung, alle Deutschen generell zu hassen, Marja, die Älteste unter ihnen, hoffte, endlich schwanger zu werden, und Keller half Miras Familie im Winter bei der Kohlebeschaffung. Ljuba hatte sich sogar in den deutschen Feldwebel verliebt. Die klassischen Freund-Feind-Denkmuster haben Risse bekommen.
Jovanka meint, dass sie alle auch zukünftig, um zu überleben, die deutschen Besatzer bestehlen müssten, was nicht bei allen Frauen auf Gegenliebe stößt. In einem Maisfeld macht der Partisan Branco die sich soeben entkleidenden Frauen aus und attackiert Jovanka. Ihre Hilfeschreie alarmieren die anderen Frauen, die herbeieilen, und Jovanka gelingt es, sich zu befreien. Sie alle wandern weiter in die nächste Stadt, die gerade von einem Konvoi deutscher Soldaten geplündert wurde. Die Wehrmacht hatte kurz vor dem Abzug gewütet: die männlichen Bewohner des Ortes wurden aufgehängt und das Vieh gestohlen. Als die deutschen Lastwagen losfahren, schnappt sich Jovanka ein Maschinengewehr und rennt, außer sich vor Zorn, auf einen Hügel, um von dort die Deutschen unter MG-Feuer zu setzen. Die anderen Frauen folgen ihr. Alle ahnen nicht, dass Velkos Trupp, der sich etwas über ihnen befindet, dieselbe Absicht verfolgt. Die Frauen eröffnen das Feuer und werden unerwarteterweise von den sich versteckt haltenden Partisanen gedeckt. Die Attacke wird ein großer Erfolg, aber Velko weiß auch, dass durch diese Vergeltungsaktion nur weitere Besatzer nachrücken werden. Und so befiehlt er allen, sich schnellstens aus dem Staub zu machen. Man überquert den Bergkamm und begibt sich in ein Versteck.
Ljuba hat den deutschen Hauptmann Reinhardt gefangen genommen und besteht darauf, die Kontrolle über ihren Gefangenen zu behalten. Die gesamte Gruppe wandert zurück zum Partisanenlager. Unterwegs entschuldigt sich Branco bei Jovanka für sein Verhalten im Maisfeld, doch sie weist ihn erneut zurück. Daraufhin beginnt er mit Daniza anzubandeln. Im Partisanenlager, dem nun auch Jovanka und die anderen angehören, informiert Velko die fünf Frauen, dass die Männer abgestimmt und sich dafür entschieden hätten, sie trotz ihrer in seinen Augen „anrüchigen“ Vergangenheit aufzunehmen. Velko fordert, dass er keinerlei romantische Beziehungen in seinem Befehlsbereich dulden werde, woraufhin Jovanka unter diesen Umständen nicht länger bleiben will. Velko aber hat seine Gründe für seinen Befehl, denn einst geschah ein Massaker just in dem Moment, in dem die männlichen und weiblichen Wachen beim Liebesspiel abgelenkt wurden. Als Jovanka angesichts dieses Befehls gehen will, überzeugen die anderen Frauen sie, doch zu bleiben. In dieser Nacht sagt Velko Jovanka, dass sie Freunde werden müssten, wenn sie Seite an Seite kämpfen sollen. Sie aber erklärt, dass dies solange nicht möglich sei, bis er die Intensität des Schmerzes versteht, den er ihr durch das demütigende Scheren ihres Kopfes zugefügt hat. Die Brigade marschiert kilometerweit, um das Hauptlager des Partisanenbataillons zu erreichen, und auf dem Weg werden die fünf Frauen langsam aber sicher von den Männern als gleichwertige Kämpferinnen akzeptiert.
Im Lager bleibt Ljuba weiterhin für den Gefangenen Reinhardt verantwortlich. Nachdem sie bei einem Gefecht verwundet wurde, kümmert sich der Deutsche mit Hingabe um ihre Verwundung. Der Partisanenkommandant befiehlt dem Bataillon, eine bevorstehende Feier des Gegners zu infiltrieren. Velko ordnet an, dass Mira und Ljuba zurückbleiben sollen, um Reinhardt zu bewachen. Im Lager, das die anderen unterwegs aufschlagen, sollen Branco und Daniza Wache halten. Doch sie geben sich stattdessen der körperlichen Liebe hin. Anschließend schlafen sie ein. Aufgrund ihrer Fahrlässigkeit betreten vier deutsche Soldaten zunächst unbemerkt das Lager. Diese werden jedoch rasch entdeckt und getötet. Branco und Daniza aber werden für ihr sträfliches Fehlverhalten vor ein Lagergericht gestellt. Branco argumentiert, dass seine bisherigen Kampfleistungen ihn freisprechen sollten, aber Velko behauptet, dass er in der Vergangenheit bereits zahlreiche unnötige Brutalitäten begangen hätte. Trotz Jovankas Bitte um Milde stimmen die Lageranwesenden dafür, Branco und Daniza für ihr gefährliches Handeln zu erschießen.
Velkos Untergebener Svenko gibt die Order, dass Jovanka und Ljuba die Exekution durchführen sollen, doch die Frauen, die sich noch einen Rest Menschlichkeit bewahrt haben, lassen ihre Waffen fallen und weigern sich, Daniza zu töten. Doch niemand kann seinem Schicksal dauerhaft entrinnen. Zurück im Hauptlager, sprechen Mira und Ljuba mit Reinhardt, der ihnen verrät, dass seine Frau im Krieg getötet wurde. Genau in diesem Moment setzen bei Mira die Wehen ein, und als sie sich hinlegt, erkennt Ljuba, dass Reinhardt ihre Waffe hätte ergreifen können, wenn er es nur wollte. Doch der Deutsche hilft stattdessen bei der Geburt. Miras Baby ist ein Mädchen. Später versichert Ljuba Reinhardt, dass der Kommandant ihn gegen gefangene Partisanen austauschen wolle, aber Reinhardt gibt zu, dass es auf deutscher Seite eherne Regel sei, keine Gefangenen, die man als Bandenmitglieder ansehe, am Leben zu lassen. Als Mira nach Ljuba ruft, unternimmt Reinhardt einen Fluchtversuch, und Ljuba muss ihn erschießen. Zur gleichen Zeit infiltriert die Partisanenbrigade als Bürger verkleidet die deutsche Feier und trifft sich in der Kirche. Dort verkleidet sich Partisan Milan als Deutscher und bereitet sich darauf vor, eine Bombe unter demjenigen Podium zu platzieren, an dem die deutschen Kommandeure sitzen werden. Velko, der Jovanka insgeheim schon immer geliebt hat, befiehlt ihr, sich in den Wald zurückzuziehen, aber sie weigert sich.
Nachdem Milan die Bombe erfolgreich platziert hat, beginnen die Partisanen den Feind zu beschießen, aber sie sind zahlenmäßig stark unterlegen. Als deutsche Panzer das Feuer erwidern, befiehlt Velko den Rückzug, und sie kämpfen sich zurück in die Hügel, um sich mit einer anderen Partisaneneinheit zu vereinigen. Milan wird verwundet und stirbt bald, als eine Handvoll Männer des anderen Bataillons eintreffen und offenbaren, dass fast alle aus ihrer Gruppe getötet wurden. Velko kündigt an, dass sie ins Hauptlager zurückkehren werden, aber Jovanka, entsetzt über all das Töten, weigert sich, sich ihnen anzuschließen. Sie beschimpft Velko wegen seiner emotionalen Kälte und erklärt, dass sie alle nicht besser seien als die Deutschen. Velko erwidert, man sei nur deshalb zu Bestien geworden sind, um die Bestialität zu bekämpfen. Nachdem er Jovanka geholfen hat, Milan zu begraben, machen sie sich auf den Rückweg. Im Lager finden sie Ljuba, die um den toten Reinhardt trauert. Die Partisanen werden bald von deutschen Flugzeugen angegriffen, und die ganze Gruppe flieht in die Berge, wo sie sich bemühen, den sicheren Pass zu erreichen. Als Velko die deutsche Armee dicht hinter sich entdeckt, verkündet er, dass er im Alleingang den Kampf aufnehmen werde, von dem er, so ist ihm klar, nicht mehr lebend zurückkehren werde. Velko beabsichtigt, ein MG-Nest auf dem Hügel einzunehmen, um von dort seiner Einheit beim Überqueren des Passes Rückendeckung zu geben. Jovanka besteht darauf, ihm zu helfen und verabschiedet sich von ihren Freundinnen. Die Anderen machen sich auf den Weg, während Velko und Jovanka sich auf den Heldentod vorbereiten.

## Produktionsnotizen und Wissenswertes
Die Dreharbeiten zu Jovanka und die anderen begannen am 13. Juli 1959 und endeten Anfang Oktober desselben Jahres. Gefilmt wurde an mehreren Orten in Italien und Österreich. Die Welturaufführung fand am 22. März 1960 in Rom statt, die deutsche Premiere war am 16. September 1960.
Ralph B. Serpe diente Produzent De Laurentiis als Produktionsleiter. Mario Chiari entwarf die Filmbauten, Maurizio Chiari und Maria De Matteis die Kostüme. Ingenieur Giovanni Stacchini zeichnete für die zahlreichen Spezialeffekte verantwortlich.
Im Gespräch um die Hauptrolle(n) waren seit dem Frühjahr 1959 u. a. Gina Lollobrigida, Sophia Loren, Ava Gardner, Julie Harris, Shirley MacLaine und Lee Remick. Die Hauptrolle ging schließlich an Silvana Mangano, damals die Ehefrau des Produzenten Dino de Laurentiis.
Offensichtlich überforderte der große Produktionsapparat und die zahlreichen internationalen Darsteller den Regisseur, sodass Ritt seinen italienischen Kollegen Pietro Germi, der hier die Rolle eines Partisanenführers übernahm, bat, ihm bei der Regie zu helfen. 1980 gab Ritt in einem Interview mit der Publikation American Film zu Protokoll, dass Jovanka und die anderen sein einziger Film sei, dessen er sich schämen würde.
Bei der Premiere wurde bezüglich der Autorennennung lediglich der Name des Italieners Ivo Perilli aufgeführt. Der US-amerikanische Co-Autor Michael Wilson blieb ungenannt, da er sich zu dieser Zeit noch immer auf einer Schwarzen Liste befand, mit der seit der McCarthy-Ära zahlreiche Linksintellektuelle vom Hollywood-Filmbetrieb ausgegrenzt wurden. Auch Paul Jarricos Name wurde aus denselben Gründen nicht genannt, er schrieb unter dem Pseudonym Peter Achilles am Drehbuch mit. Erst Jahrzehnte später wurde beiden Männern ihre Drehbuchbeteiligung an Jovanka und die anderen auch offiziell zuerkannt.

## Synchronisation
| Rolle  | Darsteller         | Synchronsprecher      |
| ------ | ------------------ | --------------------- |
| Ljuba  | Jeanne Moreau      | Eva Katharina Schultz |
| Daniza | Vera Miles         | Edith Schneider       |
| Marja  | Barbara Bel Geddes | Sigrid Lagemann       |
| Velko  | Van Heflin         | Fritz Tillmann        |
| Branko | Harry Guardino     | Rainer Brandt         |
| Svenko | Alex Nicol         | Gert Günther Hoffmann |

Die deutsche Dialogregie führte Konrad Wagner nach eigenem Buch.

## Kritiken
Der Film stieß auf sehr gemischte, tendenziell aber eher negative Reaktionen. Nachfolgend einige Beispiele aus dem In- und Ausland:
In der New York Times nannte der Kritiker Howard Thompson den Film einen „dröhnend flachen Import“ und schrieb überdies: „Selbst mit den Kampfszenen und dem reißerischen Finale bewegt sich diese Dino De Laurentiis-Produktion unter Martin Ritts Regie wie geschmolzenes Blei. Die traurige Notlage der fünf wird durch endlose, eingefrorene Nahaufnahmen begründet und durchweg düster aufrechterhalten – während die zähen Kämpfer tapfer durch einige wirklich verwüstete Hintergründe ziehen.“
Die Zeit fand, dass das „ungewöhnliche Thema dieses Films … von zwiespältiger Regie in Szene gesetzt“ worden sei. „Der ausgezeichneten Photographie können die Phrasendialoge – von der Synchronisation auch noch pathetisch überhöht – nicht Schritt halten. Große Achtung verdienen der Mut und die Schauspielkunst der fünf Frauen, die sich trotz ihres dekorativen Kollektivs der Kahlköpfigkeit als Individuen voneinander abheben.“
Paimann’s Filmlisten resümierte: „Eine Story, in der, durch die Zeichnung des Besatzungsmilieus gegebener, Realismus u. Plattheiten in Dialog und Verkörperung der Mädchen wechseln.“
Im Lexikon des Internationalen Films hieß es: „Gut fotografiertes Kriegsdrama, das teilweise von einer wild-abenteuerlichen Amazonenromantik überlagert wird.“
Der Movie & Video Guide nannte den Film „überambitioniert“ und „fehlbesetzt“. Für Halliwell‘s Film Guide war der Film ein „raues, toughes Kriegsabenteuer“ das einige langweilige Statements zum Thema „Liebe und Krieg“ abgebe.